# 248 км (зупинний пункт, Південна залізниця)
248 км (колишня назва — Дормашовець) — пасажирський зупинний пункт Полтавської дирекції Південної залізниці на електрифікованій лінії Полтава-Південна — Кременчук між зупинними пунктами Омельник (2,5 км) та Калачівський (1,5 км). Розташований поблизу найближчих населених пунктів — Щербаки (1,7 км на схід) та Рокитне (1,7 км на північний захід) Кременчуцького району Полтавської області.

## Історія
Зупинний пункту відкритий у 1980-х роках. Біля зупинного пункту знаходяться декілька дачних кооперативів, один з них — кооператив працівників заводу «Кредмаш» (раніше — «Дормаш») — «Дормашовець». Звідси і походила колишня назва платформи.
У 2011 році лінія Полтава — Кременчук, на якій знаходиться зупинний пункт, електрифікована змінним струмом (~25 кВ).

## Пасажирське сполучення
На платформі 248 км зупиняються приміські поїзди сполученням Полтава — Кременчук. Зупинний пункт обладнананий двома бічними платформами. На північній платформі (у напрямку Кременчука) споруджено павільйон та встановлені лавки.